# Maria Rosenkranz (Szklarska Poręba)
Die Friedhofskirche Maria Rosenkranz (polnisch Kościół Matki Bożej Różańcowej) in Szklarska Poręba (deutsch Schreiberau) im Powiat Karkonoski der Woiwodschaft Niederschlesien in Polen ist die älteste erhaltene Kirche der Stadt. Die Kirche gehört zur römisch-katholischen Pfarrei Corpus Christi (Kościół Bożego Ciała).

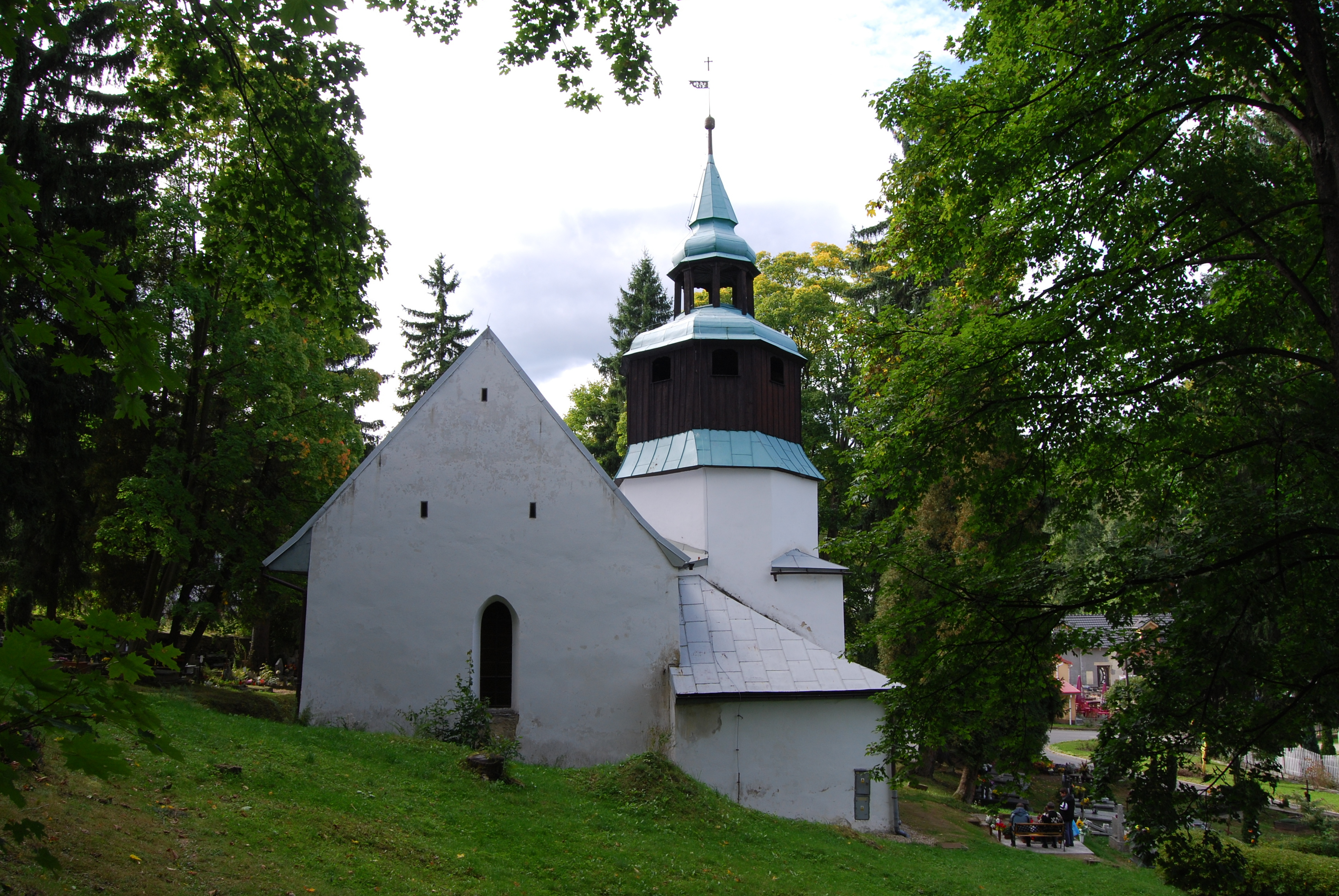
Kirche St. Maria Rosenkranz

Eine erste Wallfahrtskapelle aus Holz wurde um 1488 erbaut, als Corpus-Christi-Kirche geweiht und erstmals 1488 erwähnt. Aus dem Pfarrarchiv in  Sobieszów (Hermsdorf) geht hervor, dass dort einmal im Monat eine Heilige Messe gefeiert wurde. Während der Reformation wurde vermutlich ab etwa 1639 an dieser Stelle eine steinerne Kirche von Protestanten erbaut. Erst nach Ende des Dreißigjährigen Kriegs gingen die evangelischen Kirchen im Herzogtum Schweidnitz durch ein Dekret des böhmischen Landesherrn Kaiser Ferdinand III. in die Hände der Katholiken über. Der Bau wurde bis 1650 fortgesetzt, worauf das Datum über dem Eingangsportal hinweist. Die Kirche wurde am 22. Februar 1654 der Propstei Warmbrunn übergeben und in ihrer heutigen Form 1655 fertiggestellt. Sie wurde 1888 umgebaut. Hauptaltar und Kanzel stammen aus dem zweiten Viertel des 17. Jahrhunderts. An den Außenwänden befinden sich Epitaphien verstorbener Mitglieder der Glasmacherfamilie Preußler (u. a. C. C. Preußler, † 1803).